# Cuzdrioara, Cluj
Cuzdrioara este satul de reședință al comunei cu același nume din județul Cluj, Transilvania, România.

## Monumente
Detalii despre monumentele aflate în această localitate se găsesc în Lista monumentelor istorice din județul Cluj.